# Жирков, Марк Николаевич
Марк Николаевич Жирков (8 [20] апреля 1892, Вилюйск — 17 апреля 1951, Якутск) — якутский, советский композитор, музыковед. Заслуженный деятель искусств РСФСР (1947).

## Биография
Родился 8 (20) апреля 1892 года в семье хорунжего, в Вилюйске. Окончил казачью школу (1903), поступил в Якутское реальное училище, где из-за материальных трудностей проучился всего год. В 1908—1910 годах учился в Вилюйском высшем начальном училище, где в 1909 году им был создан струнный оркестр. В 1911 году Жирков, как представитель казачьего сословия обязанный служить, поступил писарем в полицейское управление Вилюйского округа.
В 1912—1914 годах, работая учителем музыки в высшем начальном училище, он начал сочинять мелодии по мотивам якутских народных песен. Сотрудничал с основоположником якутской литературы А. Е. Кулаковским, первым якутским учёным‑лингвистом С. А. Новгородовым, педагогом и краеведом П. Х. Староватовым, первым якутским профессиональным врачом‑окулистом А. Г. Потаповым. В 1921 году в Вилюйске при Народном доме под руководством М. Н. Жиркова были организованы оркестр народных инструментов, драматический кружок и хор. Ставили пьесы, исполняли хоровые произведения на русском и якутском языках.
В 1933 году Правительством Якутской АССР Жирков был командирован на учёбу в Московскую консерваторию. В 1936 году он окончил композиторское отделение консерватории по классу И. И. Дубовского.
17 октября 1936 года при Якутском драматическом театре был создан Якутский государственный национальный хор, руководителем которого стал М. Н. Жирков. Одновременно, до 1949 года, он был заведующим музыкальной частью театра.
В 1945 году он стал членом Союза композиторов СССР.
Жирков был одним из организаторов первой детской музыкальной школы в Якутске (1944), инициатором создания музыкального театра-студии (1944). С 1947 года руководил сектором искусствоведения НИИ языка, литературы и истории Якутского филиала Академии Наук СССР.

## Творчество
Написал совместно с Г. И. Литинским первые якутские оперы «Нюргун Боотур» (Якутск, 1947), «Сыгый Кырынаастыыр» (Якутск, 1947) и балет-сказку «Полевой цветок» (Якутск, 1947), балет «Алый платочек» (1949). Им были созданы также  5 симфонических произведений, сюита для фортепиано из 10 частей, марш для симфонического оркестра, инструментальные произведения, кантаты, квартеты, театрализованный концерт «Ысыах», 35 песен для хора. Он автор песен на слова якутских поэтов; записывал и обрабатывал якутские народные песни. Издал сборник «Якутские песни для голоса и хора с сопровождением фортепиано» (М.-Л., 1948). Жирковым была написана монография об якутском национальном оркестре.

## Награды
- Орден «Знак Почёта»
- Заслуженный деятель искусств Якутской АССР (1941)
- Заслуженный деятель искусств РСФСР (1947).